# Hieracium lachenalii
Lo sparviere comune (nome scientifico Hieracium lachenalii Suter, 1802) è una specie di pianta angiosperma dicotiledone della famiglia delle Asteraceae.

## Etimologia
Il nome generico (Hieracium) deriva dalla parola greca hierax o hierakion (= sparviere, falco). Il nome del genere è stato dato dal botanico francese Joseph Pitton de Tournefort (1656 - 1708) rifacendosi probabilmente ad alcuni scritti del naturalista romano Gaio Plinio Secondo (23 - 79) nei quali, secondo la tradizione, i rapaci si servivano di questa pianta per irrobustire la loro vista. L'epiteto specifico (lachenalii) è stato dato in onore del botanico di Basilea W. de Lachenal.

Il binomio scientifico della pianta di questa voce è stato proposto dal botanico Johann Rudolf Suter  (1766-1827), nella pubblicazione "Helvetiens flora, worinn alle im Hallerischen werke enthaltenen und seither neuentdeckten Schweizer Pflanzen nach Linné's method aufgestellt sind. 2: 145." del 1802.

## Descrizione

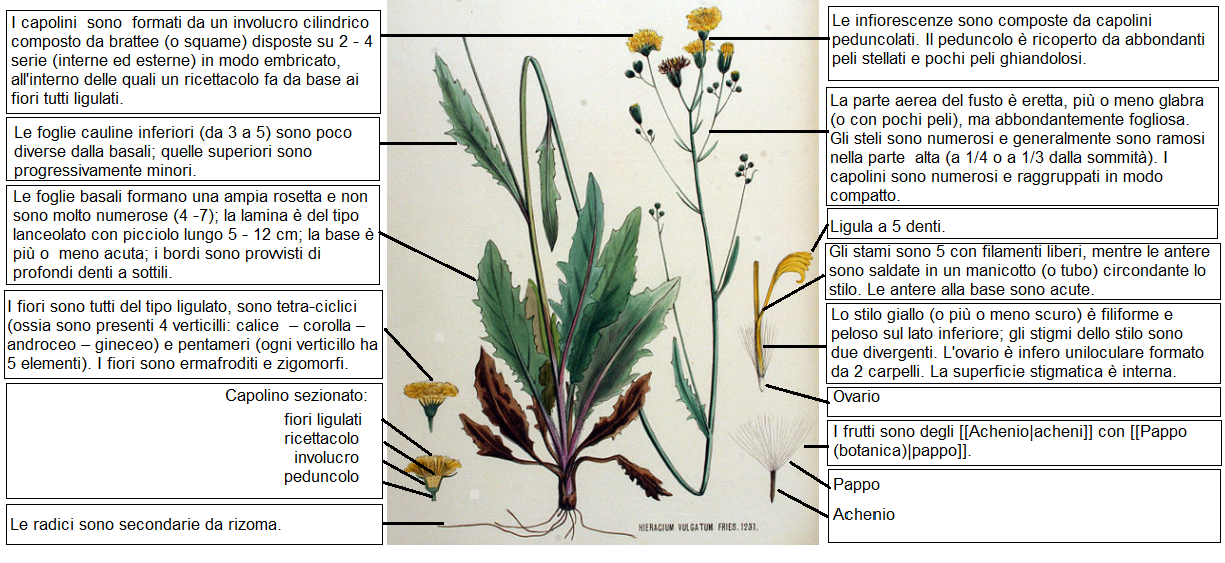
Descrizione delle parti della pianta

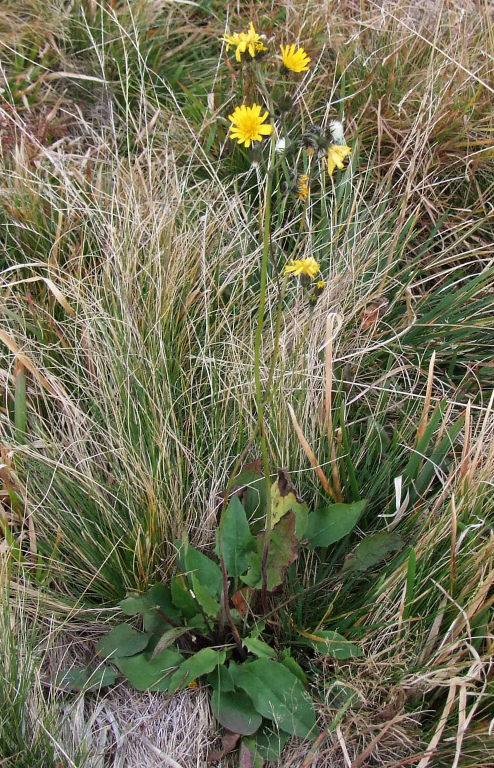
Il portamento

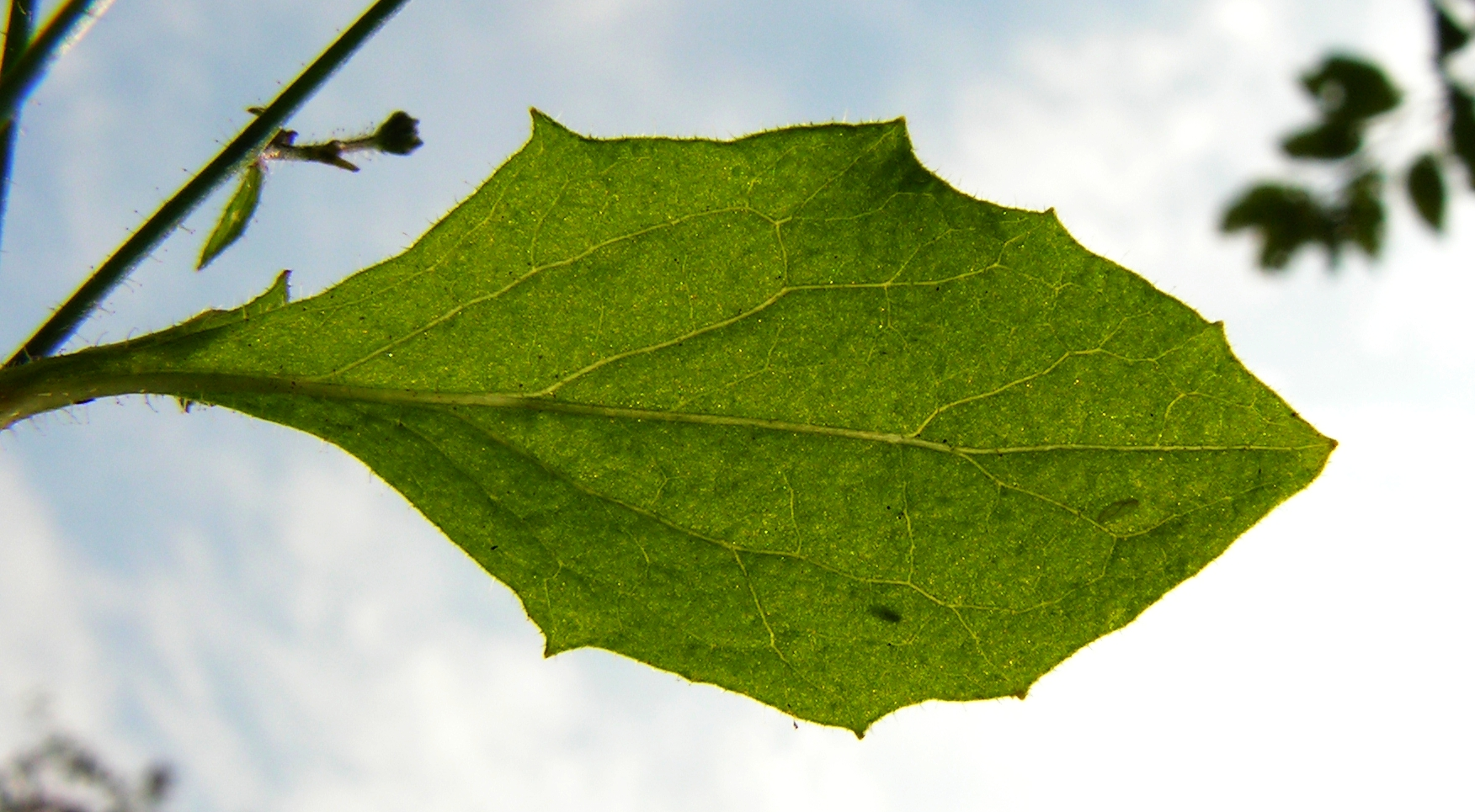
La foglia

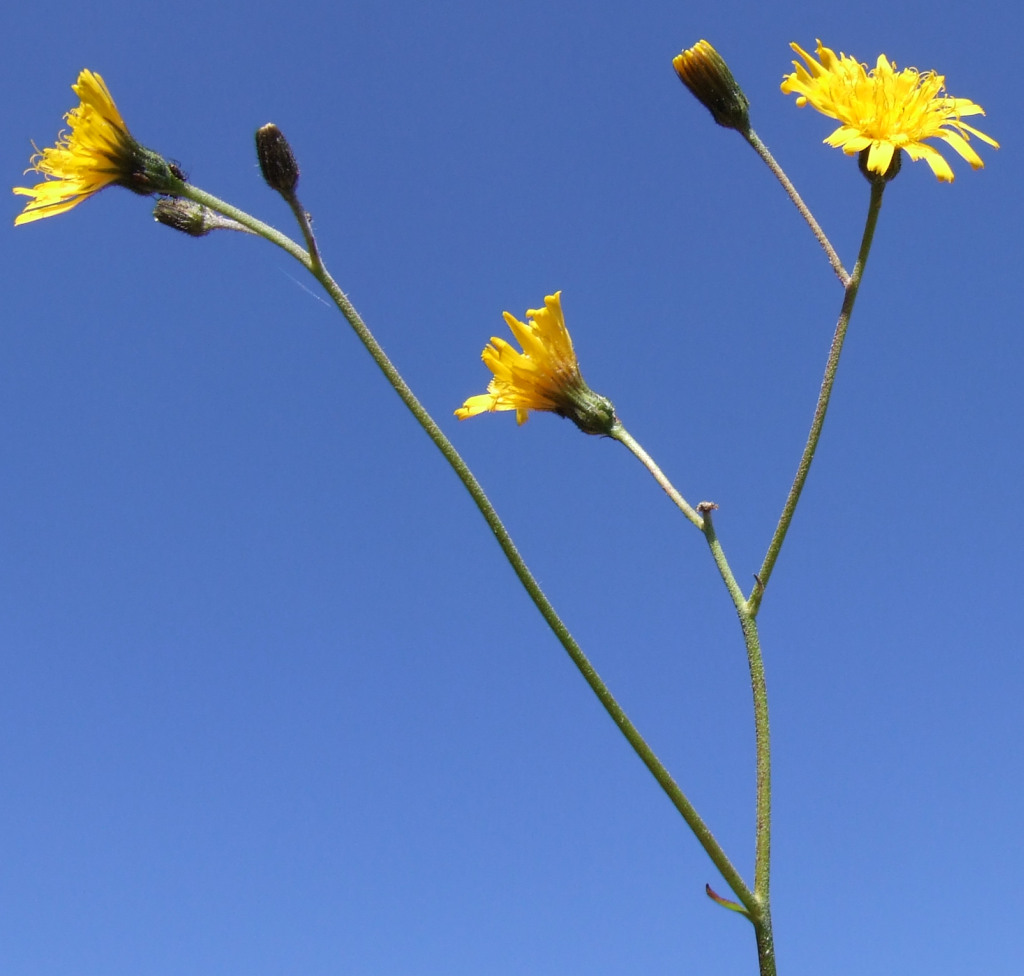
Infiorescenza

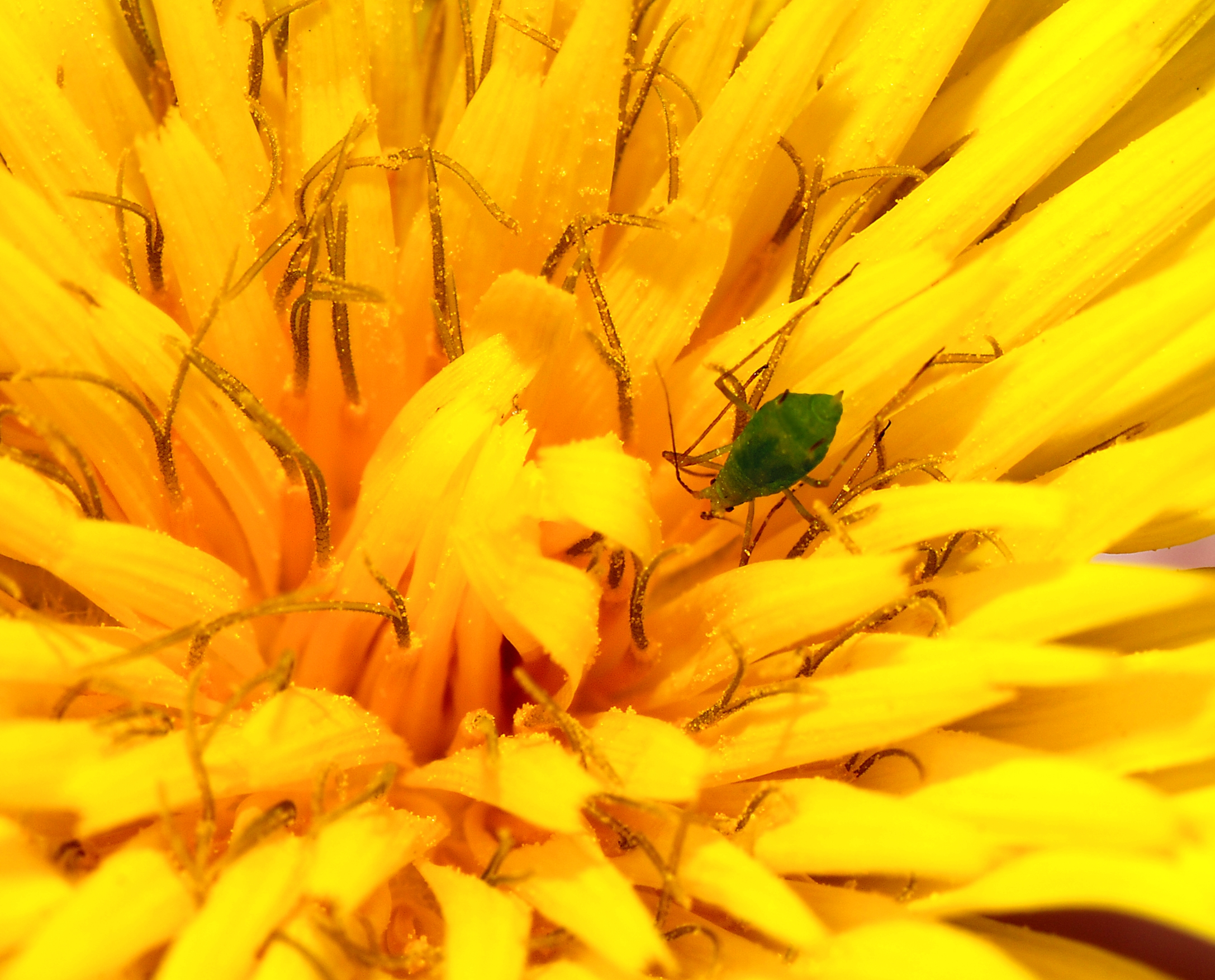
I fiori ligulati

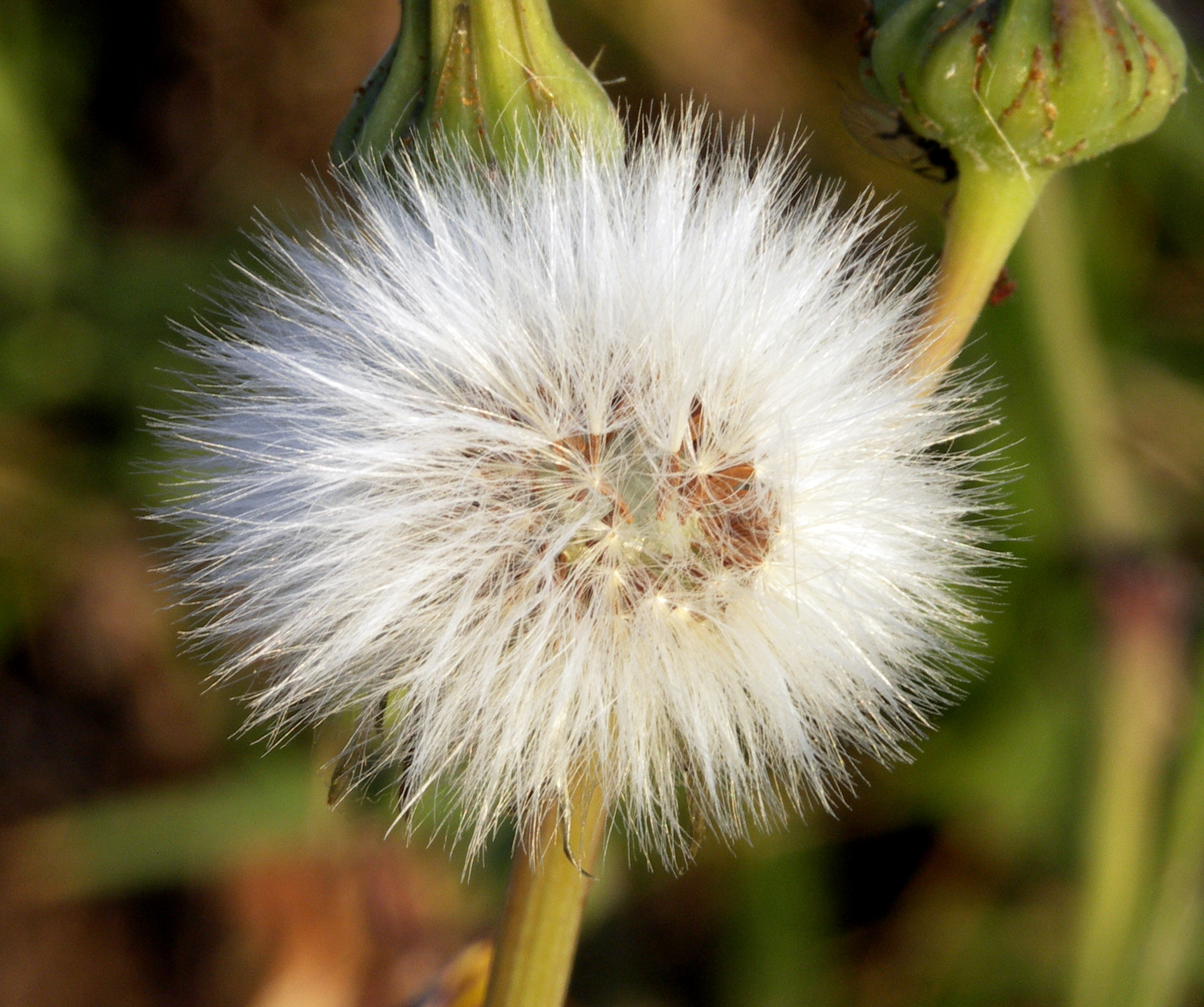
Il pappo

Habitus. La forma biologica della pianta è emicriptofita scaposa (H scap) in quanto spesso ha l'asse fiorale eretto e privo di foglie. Questa pianta è provvista di lattice (i vasi latticiferi sono anastomizzati) e viene definita di tipo "fillopode" in quanto le foglie basali formano una rosetta e sono presenti alla fioritura. Inoltre i peli di questa pianta non sono piumosi.
Radici. Le radici sono secondarie da rizoma.
Fusto.
- La parte sotterranea è un breve rizoma obliquo, senza stoloni.
- La parte aerea del fusto è eretta, robusta e più o meno glabra (con pochi peli in basso e poco densamente ghiandolosa in alto), ma abbondantemente fogliosa. Gli steli, da eretti a patenti, sono numerosi e generalmente sono ramosi nella parte alta (a 1/4 o a 1/3 dalla sommità). I capolini sono numerosi e raggruppati in modo compatto. L'acladio è generalmente breve. Queste piante possono raggiungere una altezza compresa tra 3 - 7 dm (massimo 0,9 metri). Il colore varia fa verde a rossastro (in basso).

Foglie. Le foglie si dividono in basali e cauline. Entrambe le facce delle foglie sono ricoperte da poche setole e pochi peli stellati (poco più densamente sotto). Il colore può essere sia scuro che chiaro, spesso la superficie può essere arrossata.
- Foglie basali: le foglie basali formano una ampia rosetta e non sono molto numerose (2 - 3), in genere sono secche all'antesi; la lamina è del tipo da largamente ellittica a lanceolata con picciolo lungo 5 – 12 cm; la base è più o meno acuta, oppure brevemente o lungamente attenuata; l'apice è da ottuso a appuntito; i bordi sono provvisti di profondi denti sottili.
- Foglie cauline: quelle inferiori (da 3 a 5 - 8) sono poco diverse dalla basali; quelle superiori sono progressivamente minori da picciolate a sessili.

Infiorescenza. Le infiorescenze di tipo a pannocchia lassa sono composte da capolini peduncolati. I capolini sono formati da un involucro con forme da emisferiche a semi-ellissoidi composto da brattee (o squame) disposte su 2 serie (interne ed esterne) in modo embricato, all'interno delle quali un ricettacolo fa da base ai fiori tutti ligulati. Le squame dell'involucro hanno una forma da larghetta a ottusa o acuta e sono da poco a densamente ghiandolose con frammisti peli stellati; il colore è da verde-torbido a nerastro (possono essere orlate di chiaro). Il ricettacolo, nudo, cioè privo di pagliette a protezione della base dei fiori, è provvisto di fossette appena dentellate sul bordo. Pubescenza dell'infiorescenza: i peli ghiandolari sui peduncoli dei capolini e sull'involucro sono densi (i semplici sono assenti; i stellati sparsi); i peli semplici sulle brattee involucrali in genere sono assenti (raramente da sparsi a densi). Diametro del capolino: 20 – 35 m. Lunghezza dell'involucro: 8 – 12 mm.
Fiore. I fiori sono tutti del tipo ligulato (il tipo tubuloso, i fiori del disco, presente nella maggioranza delle Asteraceae, qui è assente), sono tetra-ciclici (ossia sono presenti 4 verticilli: calice – corolla – androceo – gineceo) e pentameri (ogni verticillo ha 5 elementi). I fiori sono ermafroditi e zigomorfi.
- Formula fiorale:

*/x K {\displaystyle \infty }, [C (5), A (5)], G 2 (infero), achenio
- Calice: i sepali del calice sono ridotti ad una coroncina di squame.
- Corolla: le corolle sono formate da un tubo e da una ligula terminante con 5 denti; il colore è giallo. I dentelli apicali sono privi di ciglia (ligule glabre). Dimensioni delle ligule: larghezza 1,5 mm; lunghezza 15 – 18 mm.
- Androceo: gli stami sono 5 con filamenti liberi, mentre le antere sono saldate in un manicotto (o tubo) circondante lo stilo.[17] Le antere alla base sono acute. Il polline è tricolporato.[18]
- Gineceo: lo stilo è giallo (o più o meno scuro), è filiforme e peloso sul lato inferiore; gli stigmi dello stilo sono due divergenti. L'ovario è infero uniloculare formato da 2 carpelli. La superficie stigmatica è interna..[19]
- Fioritura: da (maggio) giugno ad agosto (fioritura anticipata).

Frutti. I frutti sono degli acheni con pappo. Gli acheni sono colorati da bruno scuri a neri, sono lunghi 3 - 3,5 mm a forma colonnare-obconica e sono ristretti alla base (e ingrossati all'apice), mentre la superficie (liscia o appena rugosa) è provvista di 10 coste che nella parte apicale confluiscono in un orlo anulare. Il pappo è formato da setole semplici, color bianco sporco, disposte su due serie (quelle interne sono più lunghe e più rigide, quelle esterne sono fragili).

## Biologia
Impollinazione: l'impollinazione avviene tramite insetti (impollinazione entomogama tramite farfalle diurne e notturne).

Riproduzione: la fecondazione avviene fondamentalmente tramite l'impollinazione dei fiori (vedi sopra).

Dispersione: i semi (gli acheni) cadendo a terra sono successivamente dispersi soprattutto da insetti tipo formiche (disseminazione mirmecoria). In questo tipo di piante avviene anche un altro tipo di dispersione: zoocoria. Infatti gli uncini delle brattee dell'involucro (se presenti) si agganciano ai peli degli animali di passaggio disperdendo così anche su lunghe distanze i semi della pianta.

## Distribuzione e habitat

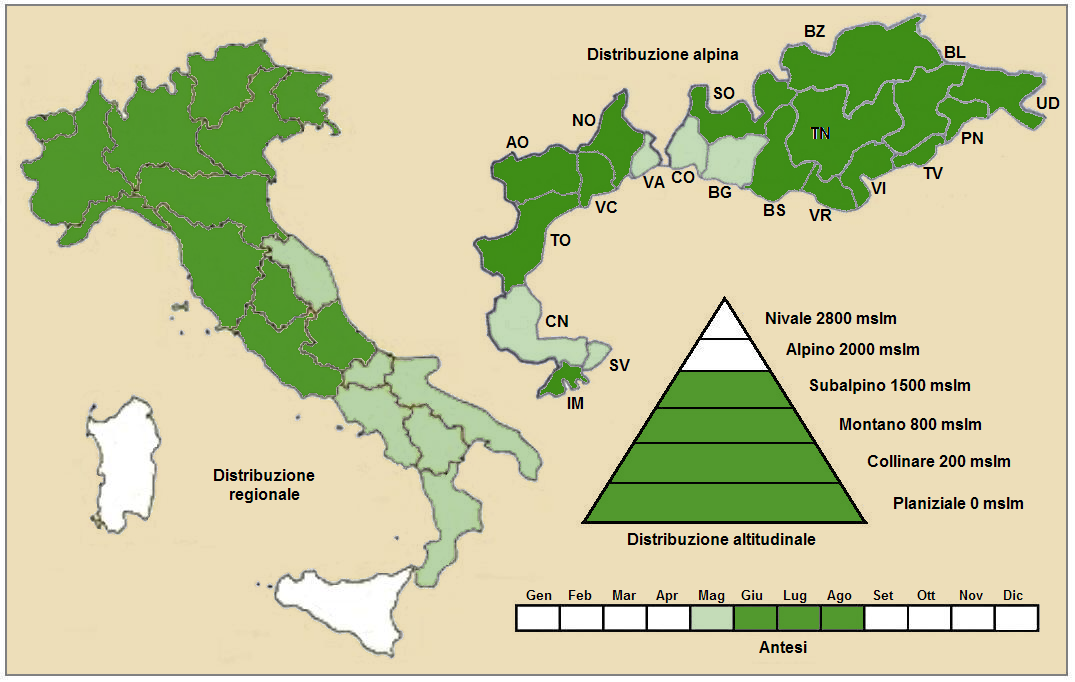
Distribuzione della pianta
(Distribuzione regionale – Distribuzione alpina)

Geoelemento: il tipo corologico (area di origine) è Europeo - Caucasico.
Distribuzione: in Italia è molto comune e si trova solamente sul continente (meno comune negli Appennini). Sui rilievi europei collegati alle Alpi è presente nei Vosgi, Massiccio del Giura, Massiccio Centrale, Pirenei, Alpi Dinariche e Carpazi.
Habitat: l'habitat tipico per questa pianta sono i boschi di latifoglie (castagneti, rovere e luzulo-faggeti) e di aghifoglie; ma anche sui margini erbacei, nelle lande, nei popolamenti a lavanda e negli arbusti meso-termofili. Il substrato preferito è siliceo con pH neutro, medi valori nutrizionali del terreno che deve essere mediamente umido.
Distribuzione altitudinale: sui rilievi queste piante si possono trovare fino a 2.000 m s.l.m.; frequentano quindi i seguenti piani vegetazionali: collinare, montano e subalpino (oltre a quello planiziale – a livello del mare).

### Fitosociologia
Dal punto di vista fitosociologico alpino Hieracium lachenalii appartiene alla seguente comunità vegetale:
Formazione: delle comunità forestali
Classe: Quercetea robori-sessiliflorae
Ordine: Quercetalia robori-sessiliflorae

## Tassonomia
La famiglia di appartenenza di questa voce (Asteraceae o Compositae, nomen conservandum) probabilmente originaria del Sud America, è la più numerosa del mondo vegetale, comprende oltre 23.000 specie distribuite su 1.535 generi, oppure 22.750 specie e 1.530 generi secondo altre fonti (una delle checklist più aggiornata elenca fino a 1.679 generi). La famiglia attualmente (2021) è divisa in 16 sottofamiglie.

### Filogenesi
Il genere di questa voce appartiene alla sottotribù Hieraciinae della tribù Cichorieae (unica tribù della sottofamiglia Cichorioideae). In base ai dati filogenetici la sottofamiglia Cichorioideae è il terz'ultimo gruppo che si è separato dal nucleo delle Asteraceae (gli ultimi due sono Corymbioideae e Asteroideae). La sottotribù Hieraciinae fa parte del "quinto" clade della tribù; in questo clade è posizionata alla base ed è "sorella" al resto del gruppo comprendente, tra le altre, le sottotribù Microseridinae e Cichoriinae. Il genere  Hieracium (insieme al genere Pilosella) costituisce il nucleo principale della sottotribù Hieraciinae e formano (insieme ad altri generi minori) un "gruppo fratello" posizionato nel "core" delle Hieraciinae.
Il genere Hieracium è un genere estremamente polimorfo con maggioranza di specie apomittiche. Di questo genere sono descritte circa 1000 specie sessuali e oltre 3000 specie apomittiche, delle quali circa 250 e più sono presenti nella flora spontanea italiana. Alcuni taxon collegati alle varie specie del genere sono sottospecie, altri sono considerati aggregati (o inclusi), e altri ancora sono considerati "intermediari" (o impropriamente ibridi in quanto queste specie essendo apomittiche non si incrociano e quindi non danno prole feconda) con altre specie. A causa di ciò si pongono dei problemi di sistematica quasi insolubili e per avere uno sguardo d'insieme su questa grande variabilità può essere necessario assumere un diverso concetto di specie. Qui in particolare viene seguita la suddivisione del materiale botanico in sezioni così come sono elencate nell'ultima versione della "Flora d'Italia".
La specie di questa voce è descritta all'interno della XXII sezione Hieracium sect. Vulgata i cui caratteri principali sono:
- le specie di questo gruppo sono piante di tipo fillopode (raramente sono hypofillopode);
- i peli ghiandolari sui peduncoli dei capolini e sull'involucro sono densi (i semplici sono assenti; i stellati sparsi);
- le foglie basali sono distintamente picciolate e quelle superiori sono abbraccianti;
- le foglie cauline (da 3 a 8), sono colorate di verde e non sono macchiate;
- la fioritura è anticipata.

La specie H. lachenalii è invece individuata dai seguenti ulteriori caratteri:
- le foglie basali hanno delle forme da ampiamente ellittiche a lanceolate (raramente sono ovate);
- la base della lamina delle foglie è lungamente attenuata nel picciolo;
- le foglie cauline sono da 3 a 8;
- i peli semplici sulle brattee involucrali in genere sono assenti (raramente da sparsi a densi).

L'indumentum è uno degli elementi più importanti per distinguere le varie specie. H. lachenalii è caratterizzata dalla seguente pubescenza:
| Tipo peli                                         | Caule                                    | Foglie                                                                      | Peduncoli dei capolini | Brattee involucrali          |
| ------------------------------------------------- | ---------------------------------------- | --------------------------------------------------------------------------- | ---------------------- | ---------------------------- |
| Peli semplici: lunghi 0,5 – 4 mm, molli e bianchi | Da sparsi a densi                        | Pagina superiore: assenti; margini, nervature e picciolo: da sparsi a densi | Assenti                | Assenti                      |
| Peli ghiandolari: lunghi 0,2 - 0,8 mm             | Da assenti in basso fino a densi in alto | Assenti                                                                     | Densi                  | Desni                        |
| Peli stellati                                     | Da sparsi in basso fino a densi in alto  | Pagina superiore: assenti; pagina inferiore e nervature: da sparsi a densi  | Densi                  | Assenti (sparsi sui margini) |

Il numero cromosomico di H. lachenalii  è: 2n = 27 e 36.

#### Sottospecie
Per questa specie sono riconosciute oltre 50 sottospecie, alcune delle quali sono presenti nella flora spontanea italiana.
| Sottospecie         | Autore e anno              | Distribuzione italiana | Distribuzione euro-mediterranea |
| ------------------- | -------------------------- | ---------------------- | ------------------------------- |
| acidodontophyllum   | (Zahn) Zahn, 934           | Piemonte               | Francia                         |
| acuminatum          | (Jord.) Zahn, 1929         | Alpi                   | Europa                          |
| acutatifrons        | (Zahn) Zahn, 1934          | Veneto                 | Svizzera e Germania             |
| alpestre            | (R. Uechtr.) Greuter, 2007 | Trentino-Alto Adige    | Europa centrale                 |
| amaurochlorum       | (Zahn) Zahn, 1929          | Trentino-Alto Adige    | Svizzera e Austria              |
| anfractum           | (Fr.) Zahn, 1929           | Alpi occidentali       | Europa                          |
| argillaceum         | (Jord.) Zahn, 1929         | Alpi                   | Europa meridionale              |
| aspernatum          | (Boreau) Zahn, 1929        | Piemonte               | Europa centrale                 |
| asyngamicum         | (Borbás) Zahn, 1929        | Alpi                   | Europa centrale                 |
| aurulentum          | (Boreau) Zahn, 1929        | Alpi occidentali       | Europa centrale                 |
| ausserdorferi       | (Zahn) Zahn, 1929          | Trentino-Alto Adige    | Austria                         |
| aviicola            | (Boreau) Zahn, 1929        | Piemonte               | Europa centrale                 |
| bathylepium         | (Dahlst.) Zahn, 1934       | Veneto                 | Europa centrale                 |
| chlorophyllum       | (Boreau) Zahn, 1934        | Trentino-Alto Adige    | Europa                          |
| chrysoglossoides    | (Zahn) Zahn, 1934          | Valle d'Aosta          |                                 |
| euchlorum           | (Murr & Zahn) Zahn, 1934   | Trentino-Alto Adige    | Svizzera e Austria              |
| fastigiatum         | (Fr.) Zahn, 1929           | Alpi occidentali       | Europa centrale                 |
| festinum            | (Boreau) Zahn, 1929        | Alpi orientali         | Europa centrale                 |
| frondosiforme       | (Zahn) Zahn, 1934          | Trentino-Alto Adige    | Europa centrale                 |
| garckeanum          | (Asch.) Zahn, 1934         | Trentino-Alto Adige    | Europa centrale                 |
| haematochromum      | (Zahn) Zahn, 1929          | Trentino-Alto Adige    | Svizzera e Austria              |
| interaquense        | (Zahn) Zahn, 1934          | Piemonte               |                                 |
| irriguum            | (Fr.) Zahn, 1929           | Alpi orientali         | Europa                          |
| lachenalii          |                            | Trentino-Alto Adige    | Europa centrale                 |
| lepiduloides        | (Zahn) Zahn, 1934          | Trentino-Alto Adige    | Europa centrale                 |
| lupimontis          | (Zahn) Zahn, 1934          | Veneto                 | Austria e Germania              |
| mutinense           | (Zahn) Zahn, 1934          | Toscana                |                                 |
| obscuriceps         | (Dahlst.) Greuter, 2007    | Alpi                   | Europa                          |
| paucifoliatum       | (Boreau) Zahn, 1934        | Piemonte               | Europa centrale                 |
| perscissum          | (Boreau) Zahn              | Trentino-Alto Adige    | Europa occidentale              |
| pinnatifidum        | (Dahlst.) Zahn, 1929       | Alpi                   | Europa                          |
| purpureoviolascens  | Zahn, 1934                 | Lombardia              | Francia                         |
| scanicum            | (Dahlst.) Zahn, 1929       | Lombardia              | Europa centrale                 |
| subampliatum        | (Dahlst.) Zahn, 1929       | Trentino-Alto Adige    | Europa centrale                 |
| subfastigiatum      | (Zahn) Zahn, 1934          | Friuli                 | Slovenia                        |
| subirriguifrons     | (Zahn) Zahn                | Veneto                 |                                 |
| subirriguum         | (Dahlst.) Zahn, 1929       | Alpi                   | Europa centrale                 |
| sublepiduliforme    | Harz & Zahn, 1934          | Veneto                 | Germania                        |
| subpunctillatiforme | (Zahn) Zahn, 1929          | Trentino-Alto Adige    | Europa centrale                 |
| subviriduliceps     | (Zahn) Zahn, 1929          | Alpi                   | Europa centrale                 |
| tortifolium         | (Boreau) Zahn, 1929        | Piemonte               | Europa centrale                 |

#### Specie incluse
Le seguenti specie sono "incluse" nel gruppo del Hieracium lachenalii:
| Specie                     | Autore e anno                        | Distribuzione        |
| -------------------------- | ------------------------------------ | -------------------- |
| Hieracium acuminatifolium  | (Litv. & Zahn) Üksip, 1960           | Transcaucasia        |
| Hieracium adakense         | Schljakov, 1987                      | Russia               |
| Hieracium adenoceps        | Wiinst., 1926                        | Danimarca            |
| Hieracium aequalifolium    | Wiinst., 1953                        | Danimarca ?          |
| Hieracium alatipes         | Wiinst., 1926                        | Danimarca            |
| Hieracium amplificatum     | Dahlst., 1902                        | Norvegia e Svezia    |
| Hieracium anglorum         | P. D. Sell, 2007                     | Gran Bretagna        |
| Hieracium barbelliceps     | Wiinst., 1939                        | Danimarca ?          |
| Hieracium caespiticola     | Norrl., 1889                         | Europa orientale     |
| Hieracium chrysoprasium    | Wiinst., 1922                        | Danimarca            |
| Hieracium cornigerum       | Norrl. & H. Lindb., 1906             | Finlandia            |
| Hieracium daedalolepioides | (Zahn) Roffey, 1925                  | Gran Bretagna        |
| Hieracium dentex           | Wiinst., 1953                        | Danimarca            |
| Hieracium diaphanum        | Fr., 1819                            | Europa del Nord      |
| Hieracium dipteroides      | Dahlst., 1934                        | Gran Bretagna        |
| Hieracium dipterum         | (Zahn) Johanss., 1927                | Svezia               |
| Hieracium eustictiforme    | Wiinst., 1926                        | Danimarca e Germania |
| Hieracium eustictum        | Dahlst., 1901                        | Europa del Nord      |
| Hieracium farumense        | (Zahn) Dahlst., 1922                 | Europa del Nord      |
| Hieracium hemidiaphanum    | (Dahlst.) Brenner, 1895              | Svezia               |
| Hieracium homophyllum      | Wiinst, 1939                         | Danimarca ?          |
| Hieracium hyalinellum      | Brenner, 1903                        | Finlandia            |
| Hieracium impunctatum      | Norrl., 1906                         | Finlandia            |
| Hieracium inconveniens     | Üksip, 1959                          | Estonia              |
| Hieracium jonsbergense     | T. Tyler, 2004                       | Svezia               |
| Hieracium klingstedtii     | Palmgr. & Fagerstr., 1965            | Finlandia            |
| Hieracium lagganense       | P. D. Sell, 2006                     | Gran Bretagna        |
| Hieracium latens           | Üksip, 1959                          | Estonia              |
| Hieracium luxurians        | Wiinst., 1922                        | Danimarca            |
| Hieracium mammidens        | P. D. Sell, 2006                     | Gran Bretagna        |
| Hieracium megapodium       | Dahlst., 1927                        | Gran Bretagna        |
| Hieracium nesaeum          | Üksip, 1959                          | Estonia              |
| Hieracium ochanskiense     | (Zahn) Schljakov, 1989               | Russia               |
| Hieracium orupense         | Ingerslev, 1958                      | Danimarca ?          |
| Hieracium petrifundi       | Üksip, 1959                          | Russia               |
| Hieracium praesigne        | (Zahn) Roffey, 1925                  | Gran Bretagna        |
| Hieracium pseudanfractum   | Dahlst., 1922                        | Danimarca e Germania |
| Hieracium pulchrius        | (Ley) W. R. Linton, 1905             | Gran Bretagna        |
| Hieracium radyrense        | (Pugsley) P. D. Sell & C. West, 1955 | Gran Bretagna        |
| Hieracium rectulum         | Ley, 1910                            | Gran Bretagna        |
| Hieracium separ            | Johanss., 1927                       | Svezia               |
| Hieracium silvicomum       | Üksip, 1959                          | Estonia              |
| Hieracium sivorkae         | Üksip, 1959                          | Russia               |
| Hieracium subamplifolium   | (Zahn) Roffey, 1925                  | Gran Bretagna        |
| Hieracium submutabile      | (Zahn) Pugsley, 1942                 | Gran Bretagna        |
| Hieracium violascentiforme | (Pohle & Zahn) Üksip, 1960           | Russia               |
| Hieracium wolczankense     | Üksip, 1959                          | Russia               |